# Edward Pieścikowski
Edward Pieścikowski (ur. 1932, zm. 17 maja 2014 w Poznaniu) – polski filolog, profesor.

## Życiorys
Absolwent UAM z 1955 roku. Znawca literatury i kultury XIX wieku. Autor fundamentalnych prac dotyczących życia i twórczości Bolesława Prusa. Badacz kultury XIX wieku Poznania i Wielkopolski. Edytor wzorcowych wydań dzieł okresu pozytywizmu. Profesor Wydziału Filologii Polskiej i Klasycznej UAM, dziekan Wydziału Filologicznego (1975-1981), prorektor UAM (1984-1985), kierownik Zakładu Historii Literatury Polskiej (1987-1990), kierownik Zakładu Literatury Pozytywizmu i Młodej Polski (1996-1999), członek Komitetu Nauk o Literaturze PAN (1978-2014), członek honorowy, wiceprezes (1987-1990) i przewodniczący Komisji Rewizyjnej (1990-1993) PTPN. Pochowany na cmentarzu św. Jana Vianneya w Poznaniu.